# Commodore PET
Commodore PET (Personal Electronic Transactor) — домашний персональный компьютер моноблочной компоновки, выпускавшийся компанией Commodore с 1977 года. Хотя это устройство не получило широкого распространения за пределами Северной Америки и Великобритании, это был первый полноценный компьютер Commodore, и он послужил основой для будущего успеха компании.

## История

### Появление и ранние модели
В 1970-х годах главным поставщиком микропроцессоров для использования в калькуляторах была компания Texas Instruments. Многие компании выпускали калькуляторы на основе этих микропроцессоров. Однако, в 1975 году TI подняла цены на микросхемы настолько, что они превысили цену готовых калькуляторов, выпускаемых самой TI. Это привело к вытеснению зависящих от TI и конкурирующих с ней компаний с рынка.
Компания Commodore решила найти другого поставщика микросхем, и в 1976 году приобрела компанию MOS Technology, Inc., выпустившую новый микропроцессор 6502, а также одноплатный микрокомпьютер KIM-1 на его основе, разработанный Чаком Педдлом (Chuck Peddle). Педдл убедил Джека Трэмиела (Jack Tramiel), что калькуляторы стали тупиковым направлением, и вместо этого компания должна разработать полноценный компьютер на основе KIM-1, чтобы получить намного бо́льшую прибыль с его продаж. Тремиль поручил разработку компьютера Педдлу и своему сыну Леонарду, дав им шесть месяцев и потребовав завершения работы до июньской выставки Consumer Electronics Show 1977 года.
В результате появился первый полноценный компьютер компании, названный PET. Первая модель, PET 2001, имела 4 КБ (модификация 2001-4) или 8 КБ (2001-8) оперативной памяти. Компьютер был выполнен на одной плате, включавшей видеоконтроллер на дискретной логике для отображения информации на встроенном небольшом монохромном мониторе с разрешением 40×25 символов. Компьютер также имел встроенный накопитель на компакт-кассете (Datasette), который располагался на передней части корпуса, оставляя немного места для клавиатуры. Модель 2001 была анонсирована на выставке CES в январе 1977 года. Первые 100 компьютеров были поставлены в середине октября того же года Однако, заказы месяцами оставались невыполненными, и для упрощения их выполнения версия с 4 КБ ОЗУ была отменена в начале следующего года.

Раскладка клавиатуры моделей серии PET 2001

Хотя компьютер стал довольно успешным, его небольшая резиновая клавиатура, аналогичная используемым в калькуляторах, стала причиной частых жалоб пользователей. Эта проблема была решена выпуском модификаций «dash N» и «dash B» модели 2001, в которых накопитель был вынесен за пределы корпуса, и использовалась большая полноценная клавиатура. В этих модификациях также использовалась новая, упрощённая версия материнской платы. Также были выпущены модификации 2001-N-8, 2001-N-16 и 2001-N-32 с объёмом ОЗУ 8, 16 и 32 КБ.
Новые модели хорошо продавались, и компания Commodore представила компьютер на европейском рынке. Однако, в Европе уже продавался компьютер с названием PET, выпущенный крупной нидерландской компанией Philips, что потребовало изменения названия компьютера. В результате была выпущена серия компьютеров CBM 3000 («CBM» — сокращение от Commodore Business Machines), состоявшая из моделей 3008, 3016 и 3032 с разным объёмом ОЗУ. Через небольшое время выпуск моделей 2001-N-8 и 3008 был прекращён.

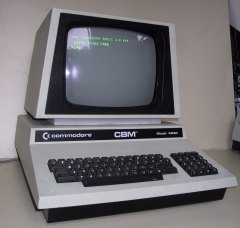
CBM Model 4032

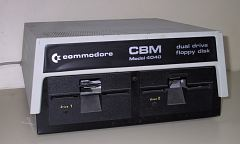
Сдвоенный дисковод CBM 4040 (5.25")

### Образование и информатика
Последней «классической» версией компьютера стала серия PET 4000. Компьютеры в этой серии представляли собой поздние модели серии 2000 с небольшими отличиями — они имели чёрно-зелёный монохромный монитор бо́льшего размера и новую версию интерпретатора Commodore BASIC. К моменту выпуска этой серии компания Commodore заметила, что многие пользователи приобретают модели с небольшим объёмом памяти и самостоятельно устанавливают микросхемы ОЗУ в имеющиеся на материнской плате разъёмы (панельки). Поэтому в моделях 4008 и 4016 разъёмы для дополнительных микросхем памяти были убраны с платы.
Модель 4032 получила большой успех в школах. Металлическая конструкция в виде моноблока позволяла ей лучше выдержать эксплуатацию в условиях школьного кабинета. Другой важной для такого применения особенностью была наличие интерфейса IEEE 488, мало востребованное при использовании компьютера в домашних условиях. В школьных кабинетах с помощью этого интерфейса создавалась простая локальная сеть, позволяющая использовать принтеры и дисководы с любого компьютера в классе. Стоимость принтеров и дисководов в то время не позволяла оборудовать ими каждое рабочее место.
В серии PET было выпущено ещё два компьютера, имеющих более значительные отличия от «классических» моделей.
Модель CBM 8000 использовала новую специализированную микросхему видеоконтроллера MOS 6545 (вместо схемы на дискретной логике), позволяющую отображать текстовый экран 80×25 символов. Однако, это привело к появлению несовместимости с частью программ, разработанных для режима 40 символов в строке, что сделало модель непопулярной. Сначала была выпущена модель 8032 с 32 КБ ОЗУ и возможностью последующего добавления дополнительных 64 КБ ОЗУ. Впоследствии появилась модель 8096, в которой дополнительное ОЗУ устанавливалось при изготовлении.
Последней моделью серии PET стала SP9000, также известная как SuperPET и MicroMainframe. Она была разработана в Университете Ватерлоо для обучения программированию. Компьютер был построен на основе модели 8032 с двумя дополнительными платами, содержащими второй процессор, Motorola 6809 и дополнительное ОЗУ. Помимо штатного Бейсика могли использоваться другие языки программирования (для процессора 6809), загружаемые с дискет — APL, COBOL, FORTRAN, Pascal и ассемблер для 6809.
Программное обеспечение также включало программу-терминал, позволявшее использовать компьютер как «умный терминал» для замены используемых в университете терминалов. Компьютер также мог использоваться для разработки и отладки программ, впоследствии загружаемых на мейнфрейм.
Компания Commodore пыталась обновить серию PET в виде серии компьютеров CBM-II (также известной как серия B), имевших новый дизайн. Эта серия не получила успеха и была полностью отменена. Однако, за счёт наличия спроса производился выпуск оригинальных компьютеров PET с корпусами в стиле CBM-II. Эти модели известны как SK (сокращение от separate keyboard, отдельная клавиатура). Они также имели возможность изменения угла наклона экрана. Изначально в эти компьютеры устанавливались материнские платы модели 8032. Впоследствии для моделей SK была разработана новая плата, включавшая дополнительное ОЗУ объёмом 64 КБ. Модели с этой платой имели номера 8296 и 8296-D (со встроенным дисководом 8250).
В 1983 году Commodore, в попытке вернуть часть захваченного Apple II рынка образования, выпустила компьютер Educator 64. Он использовал корпуса от моделей серии PET 4000 и материнские платы от Commodore 64.

### Проблема отсутствия графики
Особенностью компьютеров PET являлось отсутствие возможности отображения графики — они могли отображать только монохромный текст. Другие компьютеры, обладавшие возможностями отображения графики и воспроизведения более сложного звука, такие как Apple II (вышедший в конце 1977 года, в том же году вышел PET 2001), Atari 400/800 (1979) и, частично, собственный популярный компьютер компании — VIC-20 (1980/81), быстро вытеснили компьютеры PET с рынка домашних компьютеров. Рынок компьютеров для бизнеса в то время и до конца 1980-х годов был менее требователен к наличию графики и цвета.
Помимо отсутствия графического режима и цвета, возможности PET были ограничены жёстко заданным в ПЗУ набором отображаемых символов. Многие конкурирующие и сходные по возможностям с PET компьютеры позволяли использовать загружаемые в ОЗУ наборы символов. Программисты могли заменять символы на фрагменты изображений и таким образом отображать графику и анимацию, причём для создания движущихся изображений хватало даже скорости интерпретатора Бейсика. Таким образом, отсутствие у PET возможности загрузки наборов символов было существенным недостатком.
Этот недостаток частично компенсировался самим набором символов, хранящимся в ПЗУ. Он представлял собой вариацию стандарта ASCII-1963, называемую PETSCII. Этот набор был одним из самых разнообразных и гибких среди наборов символов того времени, и содержал различные псевдографические символы, позволяя играм для PET использовать примитивную графику. Набор состоял из двух переключаемых частей. Одна из них содержала буквы в двух регистрах с небольшим количеством символов псевдографики, вторая — только заглавные буквы с большим количеством псевдографики. Популярные мультиплатформенные или созданные для PET текстовые игры не нуждались в графике. Для специальных применений было возможно заменить ПЗУ с набором символов. Существовали неофициально продаваемые ПЗУ с наборами символов, содержащими диакритические знаки и математические символы.

## Технические характеристики

### Серии PET 2001 / 2001-N, -B, CBM 3000
- Процессор: 6502, 1 МГц
- ОЗУ: 4 или 8 КБ / 8, 16 или 32 КБ
- ПЗУ: 18 КБ, включает BASIC 1.0 / 20 КБ, включает BASIC 2.0
- Видео: схема на дискретной ТТЛ-логике, 9-дюймовый монохромный дисплей, текст 40×25 символов
- Звук: отсутствует / пьезоизлучатель (опциональный внешний динамик, подключаемый к выводу CB2 микросхемы MOS 6522)
- Интерфейсы: две микросхемы MOS 6520 PIA, одна MOS 6522 VIA, два разъёма для накопителей на компакт-кассете (Datasette, один используется и один в запасе), один IEEE-488
- Примечания: 69-клавишная резиновая клавиатура и встроенный накопитель Datasette / полноценная полноразмерная клавиатура, без встроенного накопителя

### Серии PET 4000 и CBM 8000
- Процессор: MOS 6502, 1 МГц
- ОЗУ: 8, 16 или 32 КБ / 32 или 96 КБ
- ПЗУ: 20 КБ, включает BASIC 4.0
- Видео: MOS 6545, 9 или 12-дюймовый монохромный дисплей, текст 40×25 / 80×25 символов
- Звук: пьезоизлучатель (опциональный внешний динамик)
- Интерфейсы: две микросхемы MOS 6520 PIA, одна MOS 6522 VIA, два разъёма для Datasette (один в запасе), один IEEE-488
- Примечания: представляет собой усовершенствованный 2001/4000 с 80-символьным дисплеем и немного изменённой клавиатурой с меньшим (11 клавиш) цифровым полем

### Серия SuperPET 9000
- Процессор: MOS 6502 и Motorola 6809, 1 МГц
- ОЗУ: 96 КБ
- ПЗУ: 48 КБ
- Видео: MOS 6545, 12-дюймовый монохромный дисплей, текст 80×25 символов
- Звук: пьезоизлучатель (опциональный внешний динамик)
- Интерфейсы: MOS 6520 PIA, MOS 6522 VIA, MOS 6551 ACIA, один RS-232, два разъёма для Datasette (один в запасе), один IEEE-488
- Примечания: представляет собой усовершенствованную модель 8032, имеет три набора символов и интерфейс RS-232 с возможностью использования в качестве терминала

### Периферия
Компания Commodore Business Machines выпустила ряд внешних дисководов для PET, подключаемых с помощью интерфейса IEEE-488. Среди них:
- Commodore 2031 — дисковод с одним приводом
- Commodore 4040 — дисковод с двумя приводами
- Commodore 8050 — дисковод с двумя приводами
- Commodore 8250 — дисковод с двумя приводами четырёхкратной плотности
- Commodore 8280 — дисковод с двумя приводами для 8-дюймовых дискет
- Commodore SFD-1001 — дисковод с одним приводом четырёхкратной плотности
- Commodore 9060 — жёсткий диск объёмом 5 МБ
- Commodore 9090 — жёсткий диск объёмом 7 МБ

## Интересные факты
- Сокращение PET иногда в шутку расшифровывается как Peddle’s Ego Trip (эгоизм Педдла)
- В ранних моделях PET в Commodore BASIC (лицензированный Microsoft BASIC) есть пасхальное яйцо. При наборе команды WAIT 6502, <число> выводится строка MICROSOFT!. Согласно легенде, это было сделано самим Биллом Гейтсом на случай, если Commodore попытается утверждать, что код интерпретатора сделан не компанией Microsoft.[4]